# Jan Hendrik van Swinden
Jan Hendrik van Swinden (L'Aia, 1746 – Amsterdam, 1823) è stato un matematico e fisico olandese.
Matematico e fisico olandese, fu prolifico autore di articoli scientifici. Si occupò soprattutto di elettricità, di magnetismo e di meteorologia. Fu professore di filosofia, logica e matematica all'Università di Franeker e, in seguito, ad Amsterdam. Membro del comitato per l'introduzione del sistema metrico decimale nei Paesi Bassi, fu nel 1808 il primo presidente della Reale Accademia delle Arti e delle Scienze olandese.